# Bedford (Ohio)
Bedford – miasto w Stanach Zjednoczonych, w hrabstwie Cuyahoga, w stanie Ohio.
Liczba mieszkańców w 2000 roku wynosiła 14 214 osób.